# Musical Express
Musical Express fue un programa musical de televisión que se emitió por Televisión española entre 1978 y 1983.

## Historia
El espacio, conducido por Àngel Casas se estrenó en 1978, exclusivamente para Cataluña, en lengua catalana, en el Circuito Catalán de RTVE. No obstante, debido a su éxito, y tras la finalización del espacio análogo Popgrama, el 2 de abril de 1980 saltó a todo el territorio nacional con el comienzo de emisiones en La 2 y en castellano. Tras su cancelación, el espacio que cubría fue ocupado por La edad de oro.
Está considerado uno de los programas más emblemáticos en la historia de la programación musical de televisión en España.

## Formato
Asociado entre otras corrientes a la Movida madrileña, el espacio estaba destinado a las tendencias musicales de la época menos comerciales, combinaba actuaciones en vivo y en diferido, información sobre el panorama musical tanto español como internacional y entrevistas en plató, junto a reportajes en exteriores.